# Hirsutospirella
Hirsutospirella es un género de foraminífero bentónico de la familia Hirsutospirellidae, del suborden Involutinina y del orden Involutinida. Su especie tipo es Hirsutospirella pilosa. Su rango cronoestratigráfico abarca el Noriense (Triásico superior).

## Clasificación
Hirsutospirella incluye a las siguientes especies:
- Hirsutospirella pilosa